# Lars Bak

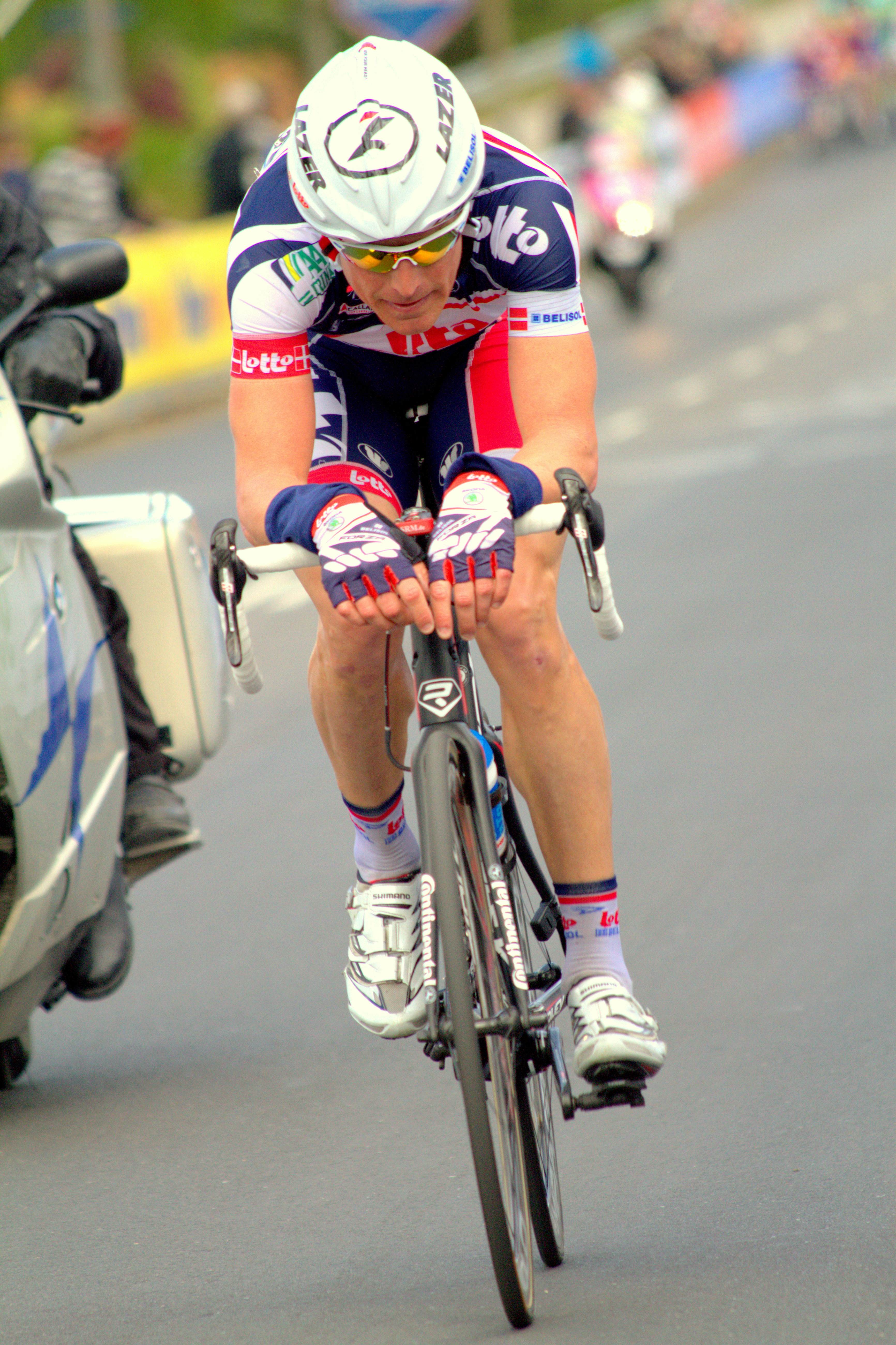
Lars Bak under 2012 års Giro d'Italia.

Lars Ytting Bak, född den 16 januari 1980 i Silkeborg, är en dansk professionell tävlingscyklist.

## Karriär
Lars Bak blev professionell 2002 med Team Fakta där han cyklade tillsammans med landsmannen Allan Johansen. 2004 bytte de båda till det nederländska stallet Bankgiroloterij där Bak vann sin första professionella tävling, men då Bankgiroloterij lades ner efter säsongen 2004 bytte både Bak och Allan Johansen stall till Team CSC. Sin första vinst för det nya laget blev en etapp på Luxemburg runt. Inför säsongen 2010 blev dansken kontrakterad av Team Columbia.
Bak vann Tour de l'Avenir 2005.
Lars Bak har vunnit de danska nationsmästerskapen i både tempodisciplinen – 2007, 2008 och 2009 – och på landsväg – 2005. I början av augusti 2007 vann han den sista etappen på Tour de la Region Wallonne. I början av säsongen 2007 slutade dansken trea på Tour Down Under efter Martin Elmiger och Karl Menzies. 
Under säsongen 2008 slutade Lars Bak tvåa i Polen runt bakom stallkamraten Jens Voigt. Bak slutade också tvåa i Herald Sun Tour bakom Stuart O'Grady. Under Herald Sun Tour slutade dansken trea på etapp 4, en etapp där han slutade bakom Chris Jongewaard och Chris Froome.
Bak slutade tvåa på etapp 1 av Romandiet runt bakom Ricardo Serrano i april 2009. På etapp 18 av Giro d'Italia 2009 slutade dansken på fjärde plats bakom Michele Scarponi, Félix Rafael Cárdenas och Danny Pate. I augusti vann Bak etapp 5 av Eneco Tour framför Edvald Boasson Hagen och Francesco Gavazzi. Han slutade tvåa i Eneco Tours poängtävling bakom Boasson Hagen.
Under säsongen 2011 gjorde Bak sin Tour de France-debut, där han arbetade hårt för att Mark Cavendish skulle ta spurtsegrar. Inför säsongen 2012 gick Bak till Lotto-Belisol. Under Giro d'Italia 2012 vann Lars Bak etapp 12.

## Resultat
2012
1:a, etapp 12, Giro d'Italia
2011
Etapp 1 (lagtempolopp), Vuelta a España
3:a, GP Herning
2010
Etapp 1 (lagtempolopp), Vuelta a España
2009
 Nationsmästerskapens tempolopp
Etapp 1, Romandiet runt
Etapp 5, Eneco Tour
2008
 Nationsmästerskapens tempolopp
Etapp 1, Polen runt (lagtempolopp)
2:a, bergstävling, Benelux Tour
2:a, Polen runt
2:a, Herald Sun Tour
3:a, etapp 4, Herald Sun Tour
2007
 Nationsmästerskapens tempolopp
Etapp 5, Tour de la Région Wallonne
2:a, etapp 1, Katalonien runt
3:a, Tour Down Under
etapp 1, Tour Down Under
2006
Eindhovens lagtempo (Team CSC)
Etapp 1, Vuelta a España (lagtempolopp)
3:a, etapp 2, Bayern Rundfahrt
2005
 Nationsmästerskapens linjelopp
Etapp 4, Tour Méditerranéen (lagtempolopp)
Tour de l'Avenir
Etapp 1, Tour de l'Avenir
Paris-Bourges
2:a, Svendborg
3:a, Nationsmästerskapens tempolopp
2004
Etapp 1, Tour de Luxembourg
9:a, Tour de Luxembourg
9:a, Danmark Rundt
2003
2:a, Fyen Rundt
9:a, etapp 16, Giro d'Italia 2003
2002
Etapp 3, Ringsted
2001
2:a, etapp 4, Mainfranken-Tour (U23)
2000
Etapp 2, Le Triptyque des Monts et Châteaux-Frasnes (U23)
3:a, Horsens

## Stall
- Team Fakta 2002–2003
- Bankgiroloterij 2004
- Team CSC 2005–2008
  -  Team Saxo Bank 2009
- Team Columbia 2010–2011
- Lotto-Belisol 2012–